# Uskok Wairarapa

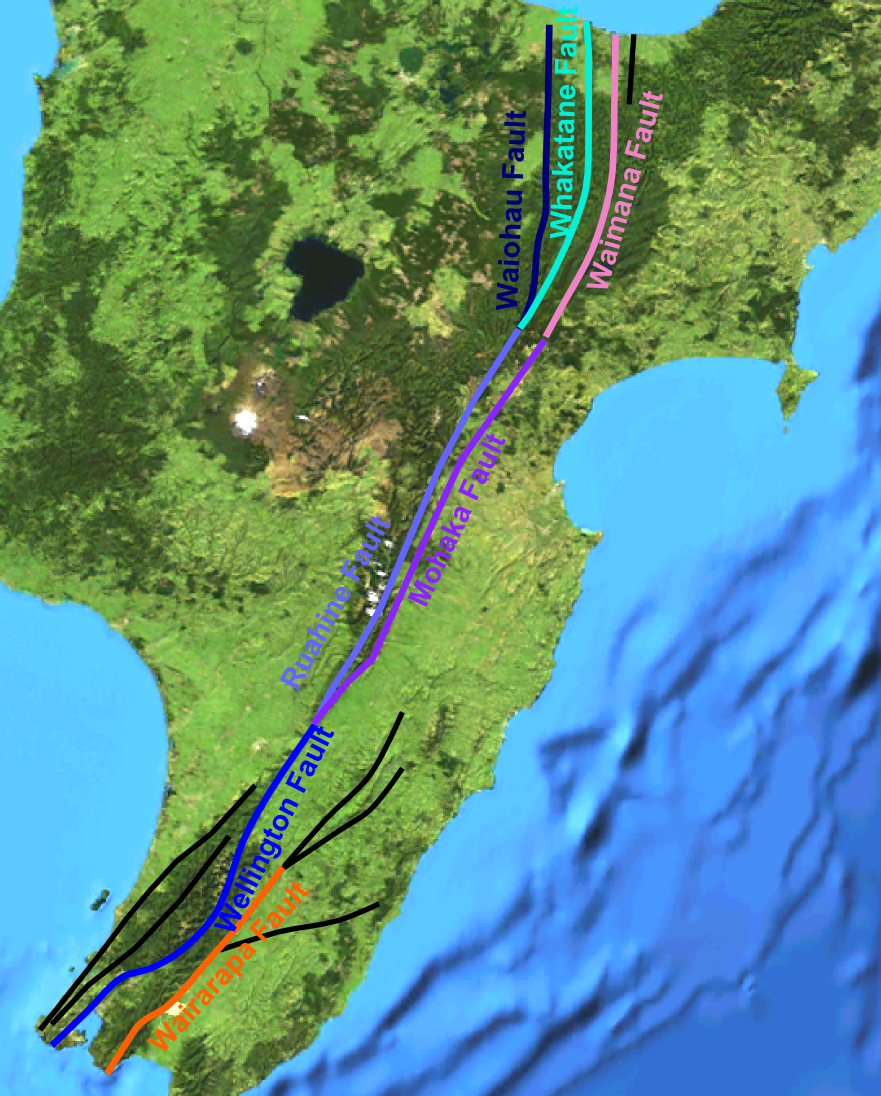
Mapa systemu uskoków North Island Fault System, uskok Wairarapa zaznaczony jest kolorem pomarańczowym

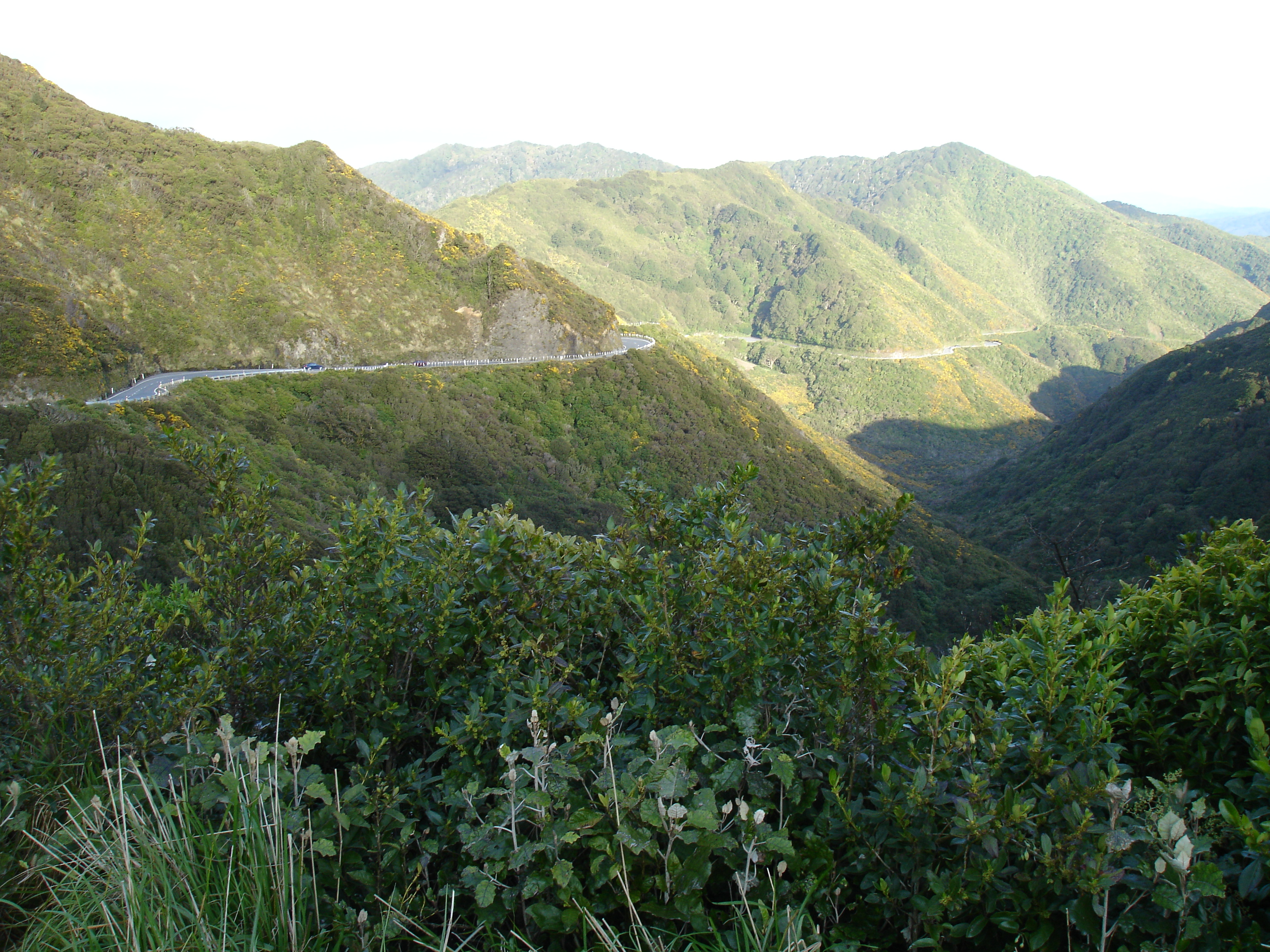
Pasmo górskie Rimutaka, które wypiętrzyło się w wyniku aktywności uskoku Wairarapa

Uskok Wairarapa (ang. Wairarapa Fault) – uskok dekstralny (prawoprzesuwczy), położony w południowej części Wyspy Północnej w Nowej Zelandii, którego bieg wznosi się w północno-zachodniej części w postaci pasma górskiego Rimutaka. Uskok Wairarapa wchodzi w skład systemu uskoków Wyspy Północnej, tzw. North Island Fault System, który umożliwia przenoszenie przemieszczeń wzdłuż uskoku transformacyjnego, stanowiącego granicę pomiędzy płytą pacyficzną i indoaustralijską.  

## Przebieg
Uskok Wairarapa biegnie wzdłuż pasma górskiego Rimutaka i kontynuuje swój bieg na południe od jeziora Wairarapa, gdzie przechodzi w uskok odwrócony Wharekauhau, który biegnie po dnie oceanu w Cieśninie Cooka przez około 30 km. Możliwe, że uskok Wairarapa kontynuuje również swój bieg na południu w kierunku północno-zachodnim, gdzie rozgałęzia się na mniejsze uskoki. Mniejsze uskoki w tej części uskoku Wairarapa są aktywne sejsmiczne. W kierunku północnym uskok kończy swój bieg w pobliżu miejscowości Mauriceville i następnie w dolinie Pa Valley przechodzi w uskok Alfredton. 

## Aktywność sejsmiczna
Uskok Wairarapa usytuowany jest na granicy dwóch płyt tektonicznych indoaustralijskiej i pacyficznej. Napieranie płyty pacyficznej na indoaustralijską może prowadzić do występowania potężnych pęknięć wzdłuż uskoków: Wairarapa, Wellington oraz mniejszych uskoków Ohariu i Carterton. Trzęsienia ziemi występujące wzdłuż uskoku oraz związane z nimi ruchy skorupy ziemskiej doprowadziły do wypiętrzenia się pasma górskiego Rimutaka.  
Pękniecie wzdłuż uskoku Wairarapa oraz uskoku odwróconego Wharekauhau było przyczyną wystąpienia trzęsienia ziemi w Wairarapa w 1855 roku o magnitudzie 8,2° w skali Richtera. Dowody geologiczne wskazują również na fakt, że pękniecie przeniosło się dalej na północ wzdłuż uskoku Alfredton. Zapisy kopalne na plaży położonej na przylądku Turakirae Head, dostarczyły danych nt. trzęsień ziemi w czasach prehistorycznych. Badania geologiczne wykazały, że w przeciągu ostatnich 5500 lat BP miało miejsce pięć dużych pęknięć wzdłuż uskoku Wairarapa, a ostatnie z nich – w 1855 roku. Duże pęknięcia wzdłuż uskoku zdarzają się średnio co około 1200 lat.